# Blaise-Ernest Morand
Blaise-Ernest Morand (ur. 12 września 1932 w Tecumseh) – kanadyjski duchowny rzymskokatolicki, w latach 1983-2003 biskup Prince Albert.

## Życiorys
Święcenia kapłańskie przyjął 22 marca 1958. 22 kwietnia 1981 został prekonizowany biskupem koadiutorem Prince Albert. Sakrę biskupią otrzymał 29 czerwca 1981. 9 kwietnia 1983 objął stolicę biskupią. 26 maja 2008 przeszedł na emeryturę.